# بوب ميرفي (لاعب غولف)
بوب ميرفي (بالإنجليزية: Bob Murphy)‏ هو لاعب غولف أمريكي، ولد في 14 فبراير 1943 في بروكلين في الولايات المتحدة.

## وصلات خارجية
- بوب ميرفي على موقع رابطة لاعبي الغولف المحترفين (الإنجليزية)
- بوب ميرفي على موقع رابطة اليابان للاعبي الغولف المحترفين (الإنجليزية)
- بوب ميرفي على موقع التصنيف العالمي الرسمي للغولف (الإنجليزية)